# Georg Friedrich Grotefend

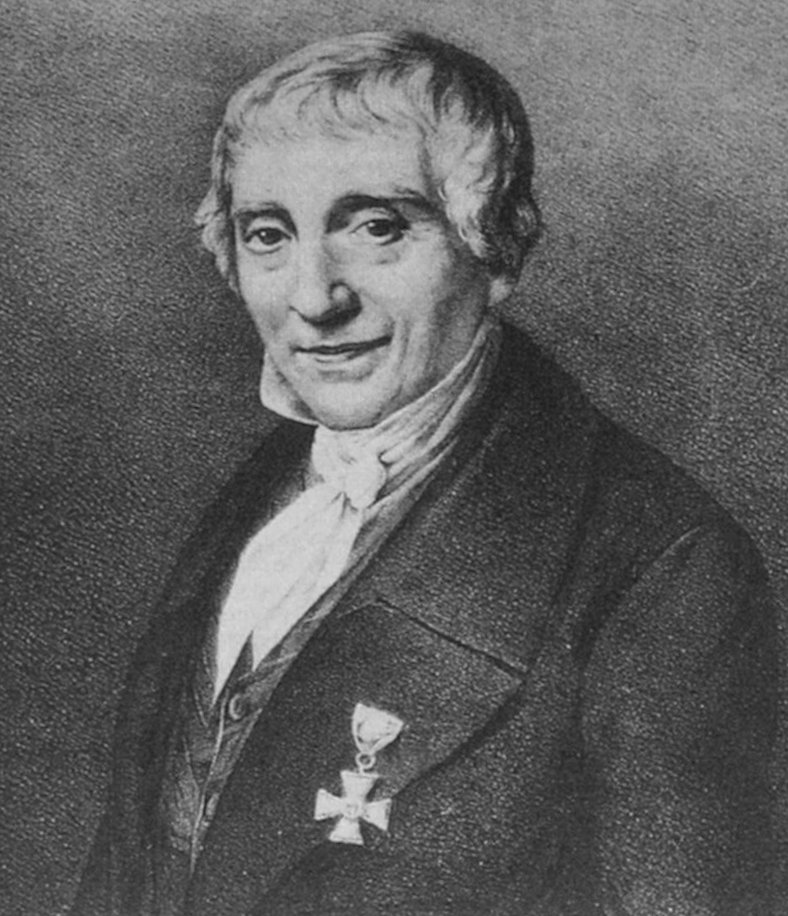
Georg Friedrich Grotefend.

Georg Friedrich Grotefend, född 9 juni 1775 i Hann. Münden, död 15 december 1853 i Hannover, var en tysk språkforskare och antikvetare. Han påbörjade dechiffreringen av kilskriften.
Georg Friedrich Grotefend var far till historikern Karl Ludwig Grotefend (1807-1874) och farfar till arkivarien och kronologen Hermann Grotefend (1845-1931).
Grotefend ägnade sig efter tiden vid latinskolan i sin hemstad åt filologiska studier i Göttingen. 1797 blev han medarbetare vid stadsskolan i Hann. Münden. 1803 kom han som prorektor till stadsgymnasiet (idag Lessing-Gymnasium) i Frankfurt am Main, vars konrektor han var 1806 till 1821. 1812 till 1814 innehade han dessutom professuren i klassisk litteratur vid Lyceum Carolinum, ett landsuniversitet som grundats av storhertig Karl Theodor von Dalberg i Frankfurt. 1819 tillhörde han grundarna av Gesellschaft für Deutschlands ältere Geschichtskunde för utgivandet av Monumenta Germaniae Historica. 1821 blev han slutligen direktor för lyceet i Hannover.
1802 lyckades han, inom endast några veckor, dechiffrera den persiska inskriften från Behistun i Iran, som hade upptäckts och kopierats redan 1621. Utgångspunkt var ett vad, där han företrädde ståndpunkten att det vore möjligt att dechiffrera ett fullständigt okänt skriftsystem ur sig självt. Särskilda förtjänster fick Grotefend genom dechiffreringen av kilskriftsinskrifterna från Persepolis, som Carsten Niebuhr hade kopierat i Ninive på sin stora Arabien-resa. Efter dessa följde arbeten med babyloniska och assyriska kilskrifter. 
Som grekisklärare kunde Grotefend namnen på de persiska kungarna. Han bestämde tio tecken i den persiska kilskriften, genom att han utgick från den form av namnen som de hade i Avesta (1802). Han fastställde att kungarna i den föreliggande inskriften varken kunde vara Kyros eller Kambyses, då båda namnen börjar med samma ljud, medan de första tecknen i inskriften däremot var olika. Dessutom kunde det inte heller handla om Kyros och Artaxerxes, då det första namnet var för kort och det andra för långt. Alltså kvarstod Dareios I och Xerxes I. Detta bekräftades genom det faktum att i sonens inskrift fadern hade kungstitel, men inte omvänt. 
Georg Friedrich Grotefend gick i pension 1849 och dog den 15 december 1853 i Hannover. Han är begravd i Hannover på Gartenfriedhof (Marienstraße).
I hans födelsestad Hann. Münden, i Frankfurt-Eckenheim och i Hamburg-Iserbrook har gator uppkallats efter honom. Gymnasiet i hans födelsedag Hann. Münden bär sedan 1976 namnet Grotefend-Gymnasium Münden.